# 噴赤河

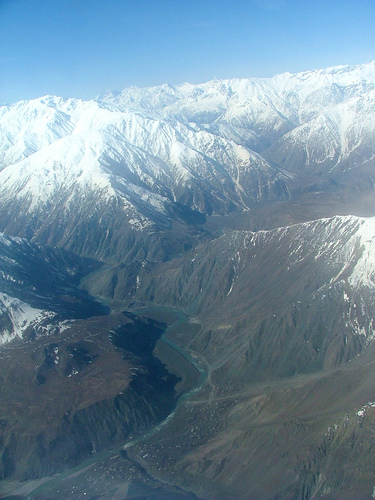
噴赤河，拍攝於阿富汗與塔吉克斯坦交界

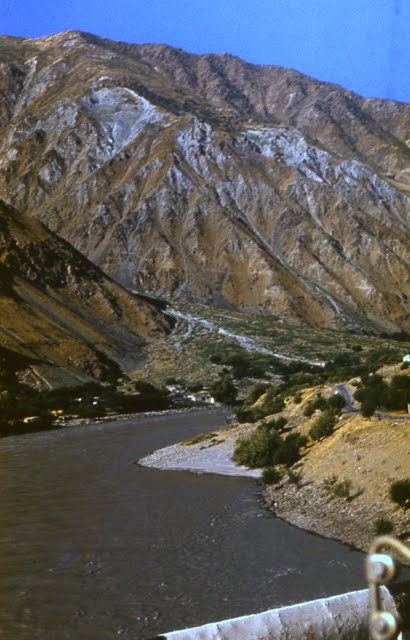
喷赤河

噴赤河（波斯語：رودخانه پنج，/ˈpɑːndʒ/；塔吉克語： (Пяндж)，Pyandzh River, پنج），中亚帕米尔高原内流河，河長約1,125公里，位於東經71度，流經阿富汗巴達赫尚省、塔吉克斯坦之間。

## 歷史
1895年，沙俄和英國簽訂《帕米爾邊界委員會協定》（Pamir Boundary Commission Protocol），將「大博弈」的帷幕下，議定以噴赤河為界，也使得今日噴赤河成為塔吉克和阿富汗之邊界。中華民國長期視其為法定領土極西點。噴赤河曾是中華人民共和國、阿富汗、塔吉克斯坦的宣稱邊界。2001年，江澤民代表中華人民共和國政府與塔吉克斯坦簽訂邊界條約，將大部分噴赤河流域劃歸塔吉克斯坦。中華人民共和國国家测绘局2003年5月9日发布的《公开地图内容表示若干规定》要求，中国地图，图幅范围西边必须绘出喷赤河南北流向河段；新疆地图和绘有新疆西部的地区图，图幅范围西部应绘出喷赤河南北流向河段。中華人民共和國自然資源部2023年2月6日頒佈的《公开地图内容表示规范》廢止前述規定，要求中国全图图幅范围西边必须绘出喷赤河南北流向河段。
噴赤河曾在1980年代蘇聯入侵阿富汗時扮演重要角色。

## 水文
瓦根基河发源于瓦根基达坂的西部，是瓦罕河的河源，往西流经走廊在布扎依贡巴德(Baza'i Gonbad), 汇合源出卡克马同提尼湖西侧的布扎依达里亚河(Boza'i Darya，也称小帕米尔河) ，称瓦罕河。
瓦罕河在Sarhadd出峡谷，然后在37°01′0″N 72°40′30″E / 37.01667°N 72.67500°E与发源于佐库里湖的帕米尔河河汇合，西流至Qala Panja后，称喷赤河。
喷赤河西流经Langar然后在Ishkashim流出瓦罕走廊改往北流，在经过塔吉克斯坦山地巴达赫尚自治州首府霍罗格汇合其支流贡特河，在Rushon附近汇合其主要支流巴尔坦格河。然后它转向西南，再曲折西流，汇合瓦赫什河后，成为中亞最大的河流阿姆河。
| 噴赤河（1965年-1989年）平均水流量（m³/s） |
|                                           |
| 資料來源:                                 |

## 外部連結
- 噴赤河
- 中華民國年鑑
- 塔阿边境喷赤河公路大桥即将建成（页面存档备份，存于）